# Sandkorallen
Die Sandkorallen (Sabellariidae) sind eine Familie sessiler, röhrenbauender, in vielen Fällen riffbildender, als Filtrierer lebender Vielborster (Polychaeta), die in Meeren weltweit zu finden sind.

## Merkmale
Die Sabellariidae haben kurze, kompakte Körper, die je nach Art wenige Millimeter bis 6 cm lang werden und durch ihre auffällige Segmentierung deutlich in vier Abschnitte unterteilt sind. Der vorderste Abschnitt besteht aus zwei kurzen Segmenten mit unverzweigten Parapodien, an denen nur ventral kapillarartige Borsten sitzen. Der Parathorax setzt sich aus drei bis vier Segmenten zusammen, an denen gegabelte Parapodien mit dorsalen cirrenförmigen Kiemen, kräftigen ruderförmigen Borsten an den Notopodien und kapillarförmigen Borsten an den Neuropodien sitzen. Das Abdomen wird von zahlreichen Segmenten gebildet, an denen gegabelte Parapodien mit dorsalen cirrenförmigen Kiemen branchiae, Haken an den Notopodien und kapillarförmigen Borsten an den Neuropodien sitzen. Der Schwanzabschnitt umfasst dagegen rudimentäre borstenlose Segmente, die unter dem Körper zurückgebogen sind. Bei den Borsten gibt es eine so genannte Borsteninversion: Die Haken sitzen an den Notopodien und nicht den Neuropodien, und die Borsten umfassen verschieden verzierte kapillare Borsten, Stacheln und Haken.
Das Kopfende besteht aus einem Operculum, mit dem die zylindrische Wohnröhre verschlossen wird, zahlreichen goldfarbenen breiten spezialisierten Borsten (Paleae) um den Mund herum und Buccal-Cirren, die den Eingang der aus Sand und Schleim geformten Wohnröhre fast ganz ausfüllen. Das Prostomium ist dorsal mit dem Peristomium verschmolzen und dadurch schwer erkennbar, bildet aber zumindest einen Mittelkiel, während das Peristomium nur als Lippen um den Mund herum erkennbar ist. Die Tiere haben keine Antennen. Seitlich an der Mittelrippe des Prostomiums sitzt ein Paar Palpen, neben deren Basis nach innen sich die Nuchalorgane befinden.
Das erste, vollständig mit dem Kopf verschmolzene Segment und das darauf folgende bilden mit den Borsten der Notopodien das Operculum, das je nach Gattung aus zwei mehr oder weniger verwachsenen Lappen oder Stielen besteht. Die Neuropodien haben die Form kurzer Zylinder, während die Notopodien zu Tori reduziert sind. Es gibt weder dorsal noch ventrale Cirren, und ebenso fehlen Epidermispapillen, Cirren am Pygidium, Aciculae, ein Buccalorgan und eine Kehlmembran. Die abgeflachten Kiemen sitzen am Rücken.
Die Längsmuskeln sind in Bündeln angeordnet. Der Darmkanal ist ein gerades Rohr. Die Mixonephridien bestehen aus einem einzelnen vorderen Paar Nieren und hinteren Gonodukten. Das geschlossene Blutgefäßsystem weist ein Herz auf.

## Verbreitung, Lebensweise und Beispielarten

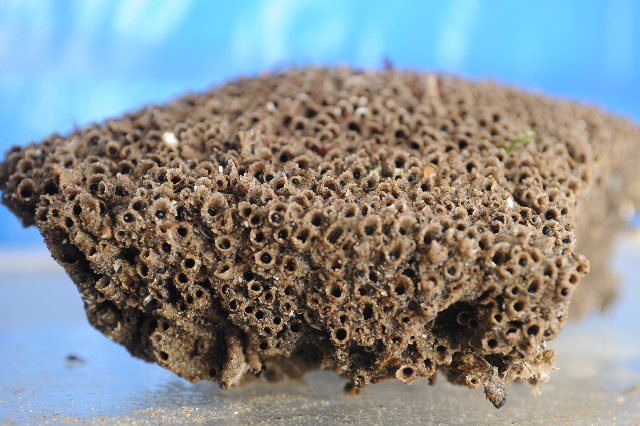
Kolonie von Phragmatopoma californica Russell Stewart, University of Utah

Die Sabellariidae sind in Meeren weltweit verbreitet und leben überwiegend auf sandigen oder schlammigen Untergründen.
Sämtliche Sabellariidae bauen zylindrische Wohnröhren aus Schleim und Sandkörnern, die fest an hartes, felsiges Substrat zementiert werden, und die meisten leben in Kolonien, die oft große Riffe bilden können – so auch die früher in der Nordsee häufige Sabellaria alveolata. Die Mehrzahl der Arten treten in seichtem Wasser einschließlich der Gezeitenzone auf, doch gibt es zwei Gattungen mit Vertretern an den Kontinentalhängen. Sabellaria cementarium bildet in manchen Gegenden Riffe, lebt aber in anderen nicht in Kolonien.
Die Sabellariidae ernähren sich als Filtrierer von Detritus.

## Entwicklungszyklus
Die Sabellariidae sind getrenntgeschlechtlich mit einer etwa gleich großen Anzahl an Weibchen und Männchen. Sie werden etwa 3 bis 10 Jahre alt. Die Eier werden nicht gleichzeitig gebildet, denn man findet verschiedene Entwicklungsstadien in einem Weibchen. Der Dotter wird gebildet, bevor die Eier in die Coelomflüssigkeit gelangen. Die Befruchtung findet nach der Entlassung der Eier ins freie Meerwasser statt, und rund 12 Stunden danach schwimmen junge Trochophora-Larven. Die Entwicklung als frei schwimmende Larve dauert je nach Art etwa 2 Monate, bis die reife Larve, die am Ende mit ihren Paleae bereits als Sabellariide erkennbar ist, zu Boden sinkt und zu einem kriechenden Wurm metamorphosiert.
In neu besiedelten Bereichen können bis zu 4 Millionen Individuen pro Quadratmeter leben, was sich jedoch in wenigen Monaten auf etwa 12.000 bis 15.000 Individuen pro Quadratmeter reduziert.

## Gattungen
Die Familie Sabellariidae wird in 12 Gattungen unterteilt:
- Bathysabellaria Lechapt & Gruet, 1993
- Gesaia Kirtley, 1994
- Gunnarea Johannson, 1927
- Idanthyrsus Kinberg, 1876
- Lygdamis Kinberg, 1867
- Mariansabellaria Kirtley, 1994
- Neosabellaria Kirtley, 1994
- Paraidanthyrsus Kirtley, 1994
- Phalacrostemma Marenzeller, 1895
- Phragmatopoma Mörch, 1863
- Sabellaria Lamarck, 1818
- Tetreres Caullery, 1913